# Allomyia bifoliata
Allomyia bifoliata là một loài Trichoptera trong họ Apataniidae. Chúng phân bố ở miền Cổ bắc.